# Robert Harcourt (Ritter)

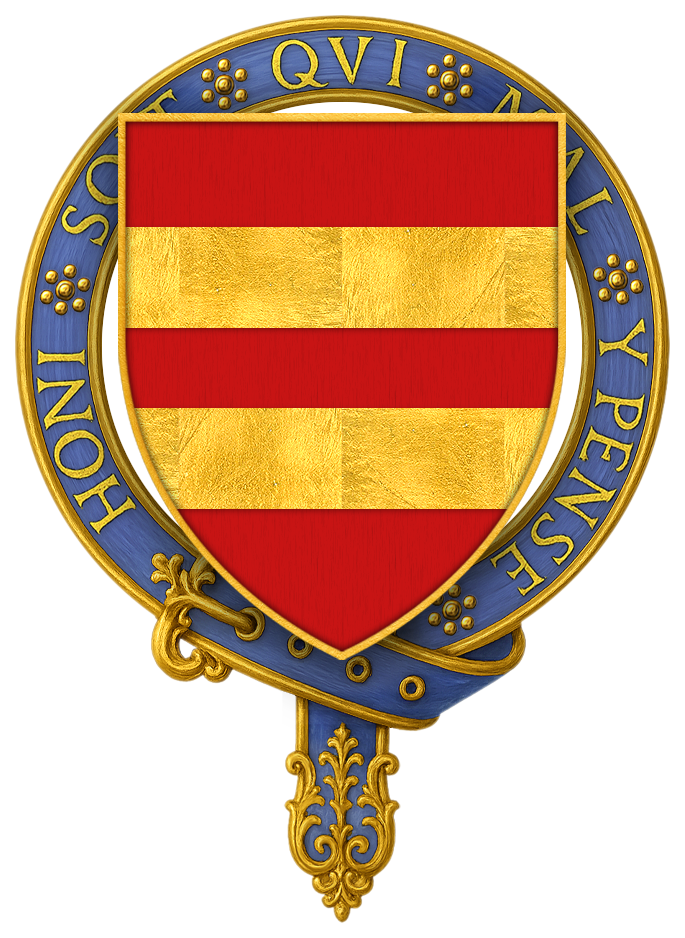
Wappen von Sir Robert Harcourt, KG

Sir Robert Harcourt of Stanton Harcourt, KG, (* um 1410; † 14. November 1470) war ein englischer Ritter.

## Leben
Sir Robert Harcourt war ein Sohn von Sir Thomas Harcourt und Joan Francis.
Er war Sheriff of Warwickshire und Leicestershire 1445 und gehörte zu der Delegation, die Margarete von Anjou nach England zu ihrer Vermählung mit Heinrich VI. geleitete.
Im Mai 1448 kam es in Coventry zu einem Zwischenfall, der zu einer Jahrzehnte dauernden Fehde zwischen der Familie Harcourt und den Staffords führte.
Eine Gruppe um Humphrey Stafford of Grafton und dessen Sohn Richard passierte Robert Harcourt und dessen Männer, worauf Richard Stafford stoppte und ein Gespräch mit Harcourt begann. Plötzlich wurden Waffen gezogen und Sir Robert traf seinen Kontrahenten am Kopf, aber nicht tödlich. Stafford attackierte Harcourt mit seinem Dolch, wurde aber von hinten durch einen von Harcourt´s Männern erstochen. Humphrey Stafford, mittlerweile herbeigeritten, wurde von seinem Pferd gestoßen und verletzt. Neben Richard Stafford starben zwei Männer aus Harcourt´s Anhang.
Sir Robert wurde des Mordes beschuldigt und in Chester Castle inhaftiert, aber kurz darauf wieder auf freien Fuß gesetzt. Er konnte eine Gerichtsverhandlung umgehen, reichte erfolgreich eine Petition beim König ein und erhielt 1450 von Heinrich VI. Pardon für diesen Vorfall. Es wird vermutet, dass eventuell William de la Pole, 1. Duke of Suffolk, zu dessen Anhängern Harcourt zählte, seinen Einfluss geltend machte, bzw. eventuell sogar Königin Margarete von Anjou intervenierte.
In den folgenden Jahren diente Sir Robert als Sheriff of Berkshire und Sheriff of Oxfordshire (1455) und wurde 1457 als Justice of Array mit diversen Ordnungsaufgaben in Oxfordshire betraut.
Während der Rosenkriege kämpfte Sir Robert zunächst für Heinrich VI. und das Haus Lancaster 1455 bei der Ersten Schlacht von St Albans. Um 1459 wurde Harcourt aber bereits der Sympathie und Kollaboration mit dem Haus York beschuldigt und kämpfte 1461 für York bei der Schlacht von Towton.
Ein Grund für den Wechsel der Seiten könnte gewesen sein, dass Sir Robert nach dem Tod von William de la Pole im Mai 1450 nach neuen Seilschaften suchte, die ihm Schutz boten.
Noch am selben Tag, als de la Pole starb, musste sich Sir Robert in der Kirche von Harcourt verbarrikadieren, da Humphrey Stafford of Grafton und seine Männer Harcourt´s Haus und die Kirche angriffen um ihn zu lynchen.
Sir Robert fand in Richard Neville, 16. Earl of Warwick einen mächtigen Patron und wurde Steward einiger Besitzungen Warwicks.
König Eduard IV. ernannte Sir Robert zum Ritter des Hosenbandorden. Das Jahr dieser Ernennung wird in manchen Quellen mit 1461, in anderen mit 1463 angegeben.
Im Jahr 1462 kämpfte Sir Robert für Eduard IV. bei der Belagerung von Alnwick Castle und wurde vom König 1464 mit einer Mission zum Schutz der nördlichen Grenzen beauftragt. Harcourt reiste zusammen mit dem Earl of Warwick 1467 als Botschafter zu König Ludwig XI. nach Frankreich um Gespräche über einen Friedensvertrag zu führen.
Als sich der Earl of Warwick gegen den König stellt und 1469 seine Tochter Isabelle mit George Plantagenet, 1. Duke of Clarence, einem jüngeren Bruder des Königs, vermählt, soll Sir Robert bei der Hochzeit zugegen gewesen sein.
Einen Monat nachdem Eduard IV. nach Flandern flüchten musste, wurde Sir Robert am 14. November 1470 durch William Stafford, einem illegitimen Sohn Humphrey Staffords, ermordet.
Sir Robert hat seine letzte Ruhestätte in der Kirche St. Michael in Stanton Harcourt, Oxfordshire.

## Ehe und Nachkommen
Sir Robert Harcourt war verheiratet mit Margaret, Tochter des Sir John Byron
Das Paar hatte folgende Nachkommen
- John ⚭ Anne, Tochter des Sir John Norris
- Robert (kämpfte für Heinrich VII. 1485 bei Bosworth und ist wie sein Vater in der Kirche St. Michael in Stanton Harcourt bestattet)
- Thomas
- George
- Margaret